# Perithous albicinctus
Perithous albicinctus är en stekelart som först beskrevs av Johann Ludwig Christian Gravenhorst 1829.  Perithous albicinctus ingår i släktet Perithous och familjen brokparasitsteklar. Arten är reproducerande i Sverige. Inga underarter finns listade i Catalogue of Life.